# Spiegelglashütte Amelith

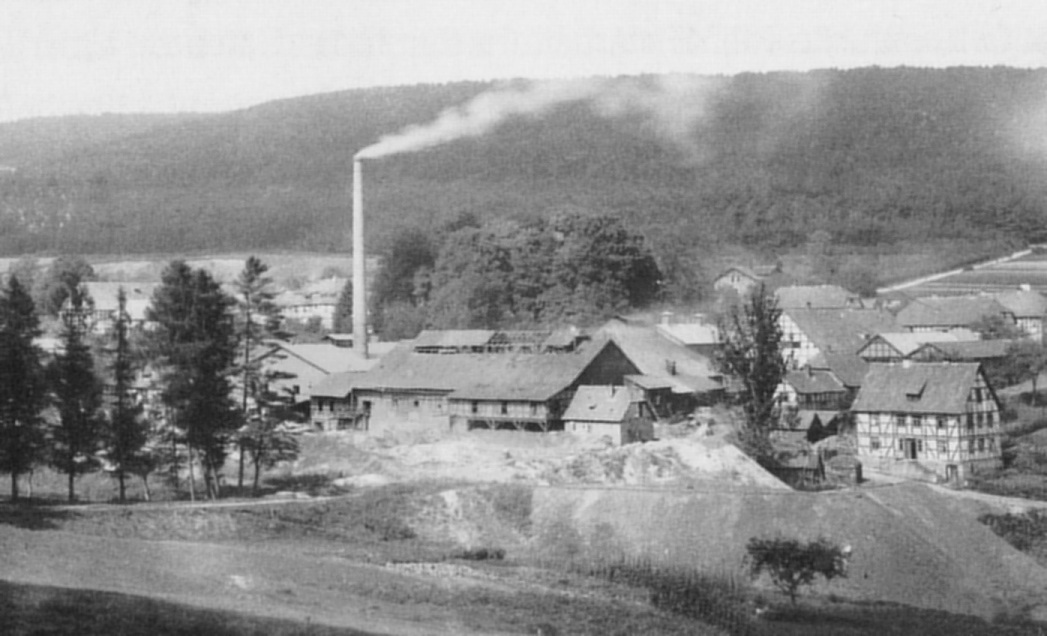
Spiegelglashütte Amelith, 1921

Die Spiegelglashütte Amelith war eine 1776 gegründete Glashütte im waldreichen südlichen Solling beim Bodenfelder Ortsteil Nienover, aus der die Orte Amelith und Polier hervorgingen. Sie lag im Gebiet des heutigen Landkreises Northeim in Südniedersachsen.
Die Hütte produzierte das damalige Luxusgut Spiegelglas, das sie europaweit an vermögende Bevölkerungsschichten vermarktete. Anfang des 20. Jahrhunderts, als hauptsächlich Flachglas produziert wurde, war die Hütte nicht mehr konkurrenzfähig und schloss 1926. 1931 wurde das Hüttengebäude abgerissen.

## Geschichte

### Gründung und Lage

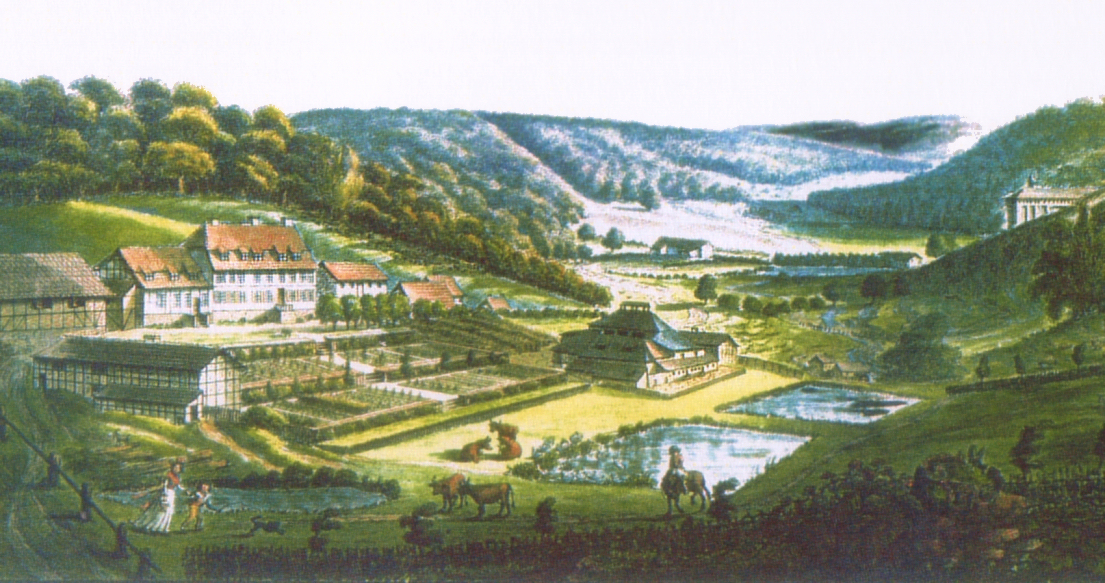
Spiegelglashütte Amelith (mittig an den Teichen), Gutshof mit Herrenhaus „Eckhardts Hoff“ (links) und Schloss Nienover (rechts)

Die 1776 entstandene Glashütte Amelith entstand unter Georg III. als Kurfürst von Hannover. Sie stellte eine hannoversche Gegengründung zur Spiegelglashütte auf dem Grünen Plan im braunschweigischen Grünenplan dar. In Amelith wurde anfangs Hohlglas aus grünem Glas und Tafelglas aus weißem Glas produzierte.
Die Hütte Amelith wurde im Tal des Reiherbachs errichtet, das von waldreichen Höhen umgeben ist. Sie sollte die seit dem 15. Jahrhundert im Amtsbereich Nienover nachgewiesenen Wanderhütten für Waldglas ablösen und die Glasmacher mit ihren Familien an ihren Arbeitsplatz binden. Die Hütte entstand im dicht bewaldeten Solling, dessen Holz zum Befeuern der Brennöfen für das Glasschmelzen eingesetzt wurde. Auch die anderen Rohstoffe, wie Pottasche, Sand, Kalk, Ton und Salpeter fanden sich in dem Gebiet. Die abgeholzten Waldbereiche um die Glashütte, die vom staatlichen Eigentum in den Besitz der Hütte wanderten, wurden in landwirtschaftliche Flächen als Felder und Wiesen umgewandelt. Die Hüttenarbeiter erhielten zur eigenen Bewirtschaftung Flächen zugeteilt. Da mehr Land zur Verfügung stand als von den Arbeitern genutzt werden konnte, entstand nahe der Glashütte ein Gutshof mit dem Herrenhaus „Eckhardts Hoff“, aus der später die „Amelither Gutsverwaltung“ wurde.
Die Hütte wurde zunächst von Thomas Ziesich aus Grünenplan mit angeworbenen Belegschaften aus Böhmen, Hessen und Württemberg geführt. Da er sich wirtschaftlich übernommen hatte, ging die Hütte nach dreijährigem Betrieb 1779 in Konkurs. Zudem gestaltete sich der Transport der Glasplatten mit dem Leiterwagen von Amelith zum Hafen nach Bodenfelde schwierig und viele Werkstücke überstanden diesen Weg nicht unbeschadet. Unter dem nächsten Pächter entwickelte die Glashütte sich zur bedeutendsten des Gebiets. Gläser und Spiegel wurden nach Russland, Schweden, in die Niederlande und nach Großbritannien exportiert.

### Aufschwung unter Ernst Jacob Eckhardt
1779 pachtete der Unternehmer Ernst Jacob Eckhardt zusammen mit seinem Kompagnon Isaak Caries aus Amsterdam die Hütte. Seine Geschäftsidee bestand in der Produktion des damaligen Luxusgutes Spiegelglas für wohlhabende Bürger, Adelige und die Fürstenhäuser Europas. Mit dem Einsatz einer gewaltigen Summe aus Eckhardts Privatvermögen führte dies in kürzester Zeit zu großen Erfolgen. Durch den Aufbau der Fabrik entstanden mit Amelith und Polier zwei neue Dörfer im Solling. Im Umfeld der Glashütte in Amelith ließ Eckhardt Häuser für die rund 100 Arbeiter und ihre Familien errichten. Die Glasmacher der Hütte hatten einen vergleichsweise hohen Lebensstandard, waren aber vom Glashüttenbesitzer stark abhängig, da Grund und Boden und auch ihre Wohnhäuser in seinem Eigentum standen. Insgesamt waren Anfang des 19. Jahrhunderts etwa 400 Familien von der Glashütte abhängig. Die Glasschleiferei am Reiherbach, in denen die Spiegelglastafeln geschliffen und poliert wurden, bildeten die Keimzelle der Ortschaft Polier.
Über die Fabrik, die große Auslandsgeschäfte machte, schrieb Eckardt:

„Ich habe diese Fabrik, dergleichen noch keine im Lande vorhanden war, an einem Orte angelegt, wo sich vorhin eine Wüstenei befand. Schmelzhütten, Schleifmühlen, drei Poliermühlen, Stampfen, Magazine und Oeconomiegebäude erstanden nach und nach. Dort wo vorhin Holz und wildes Gebüsch stand, zum Teil mit Sümpfen umgeben, sieht man jetzt einen Ort, der einem kleinen Flecken gleicht und sich jährlich vergrößert.“

Eckhardt suchte nicht nur in der Glasherstellung nach Innovationen, sondern führte auch Experimente in der Landwirtschaft durch. So ließ er einige seiner Felder mit Pottasche, der ausgelaugten Asche aus den Pottaschesiedereien, düngen und freute sich, dass auf diesem einst fast unbrauchbaren Felde nun die besten Früchte wachsen.
Nachdem die Regierung in Hannover Eckardts weitere Expansionspläne durchkreuzte, verlegte er 1799 seinen Wohnsitz nach Berlin. Dort wurde er unter der Bedingung, sein Geld in Preußen anzulegen, von König Friedrich Wilhelm III. zum Freiherrn von Eckardstein geadelt. Um einem Geldabfluss aus der Hütte nach Preußen vorzubeugen, wandelte die Regierung in Hannover den Pachtvertrag der Fabrik in einen Erbzinsbrief um.

### 19. und 20.Jahrhundert

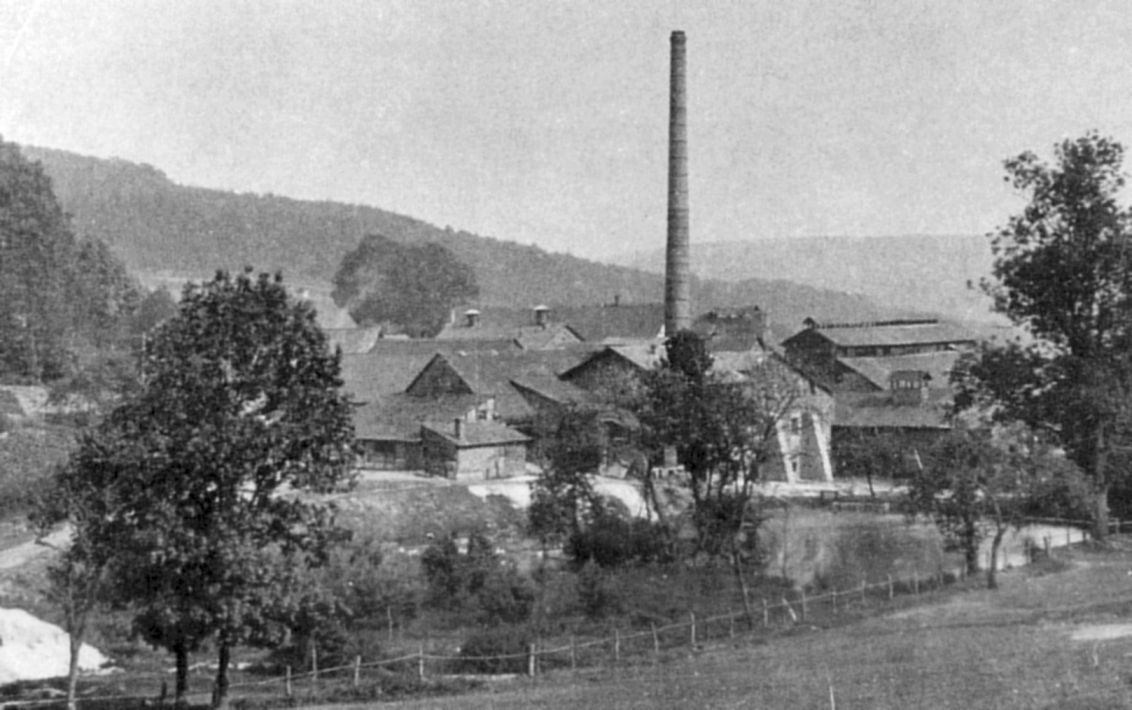
Die Glashütte um 1913

Nach Eckardts Weggang 1799 leitete sein langjähriger Verwalter Johannes Bippart die Fabrik. In dieser Zeit dehnte sich das an die Glashütte angeschlossene Gut stark aus und übernahm Ländereien des Amtes Nienover. Johannes Bippart hatte zudem seit 1803 die Spiegelglashütte auf dem Grünen Plan in Grünenplan in Pacht. Um Konkurrenz der beiden Hütten zu vermeiden, blieb es dadurch bei der Herstellung von Spiegelglas anstelle von Hohlglas. Bis 1837 blieben die von Eckardsteins Erbzinsnehmer in Amelith und Polier und verkauften dann den Erbzinsbrief an die Familie Bippart. Während der Zeit des Deutschen Kaiserreichs war die Hütte zu einem Industrieunternehmen ausgebaut worden. Die Anzahl der Arbeiter stieg von etwa 60 Ende des 19. Jahrhunderts auf 150 im Jahre 1906. Die Fertigung von Spiegelglas, das zur Bekanntheit der Hütte beitrug, wurde 1894 zugunsten der Fertigung von Flachglas eingestellt. Anfang des 20. Jahrhunderts geriet die Hütte allmählich in eine finanzielle Schieflage wegen ausländischer Konkurrenz, hoher Energiekosten und schlechter Verkehrsanbindung. Dies führte 1913 zum Konkurs. Während des Ersten Weltkriegs war der Betrieb stillgelegt. Danach lief die Produktion 1919 wieder an. Trotz Investitionsmaßnahmen, wie Bau eines Fabrikgebäudes 1925, wurde die Glashütte 1926 geschlossen. Sie war nicht mehr konkurrenzfähig gegenüber anderen Glashütten mit leistungsfähigeren Maschinen. Kurzfristig wurde auf dem Hüttengelände eine Glasschleiferei eingerichtet, die 1930 schloss. Nach der Schließung konnten die Hüttenarbeiter ihre Wohnhäuser und Grundstücke erwerben. 1929 kam es zu einem Brand von Gebäuden des Gutshofes einschließlich des Herrenhauses, was zu einer Verurteilung des damaligen Glashüttenbesitzer Georg Löwenherz und eines Mitarbeiters wegen Brandstiftung führte. 1931 rissen die früheren Arbeiter das Hüttengebäude ab und verwendeten das Baumaterial für eigene Bauvorhaben. 1934 fiel der 68 Meter hohe Schornstein der Hütte. Einige Neben- und Wirtschaftsgebäude der Hütte sowie die Arbeiterwohnhäuser haben sich bis heute erhalten.